# Bo Enderstein
Bo Enderstein, född 16 augusti 1928 i Skara, död 6 december 2005, var är en svensk jurist som var lagman i Uddevalla tingsrätt från 1990 till 1993. 
Enderstein utnämndes 17 april 1964 till brottmålsrådman i Uddevalla rådhusrätt. Den 29 oktober 1981 förordnades han att inneha ett långtidsvikariat som lagman i Åmåls tingsrätt Han utnämndes 31 augusti 1989 till lagman i Uddevalla tingsrätt.